# Paris-Roubaix 1945
La 43e édition de la course cycliste Paris-Roubaix a eu lieu le 9 avril 1945 et a été remportée par le Français Paul Maye.

## Classement final
|    | Cycliste             | Équipe           | Temps           |
| -- | -------------------- | ---------------- | --------------- |
| 1  | Paul Maye            | Alcyon-Dunlop    | 7 h 52 min 54 s |
| 2  | Lucien Teisseire     | -                | + 0 s           |
| 3  | Kléber Piot          | -                | + 0 s           |
| 4  | Louis Thiétard       | Metropole-Dunlop | + 0 s           |
| 5  | Maurice Desimpelaere | Alcyon-Dunlop    | + 0 s           |
| 6  | Édouard Muller       | -                | + 0 s           |
| 7  | Robert Renoncé       | -                | + 0 s           |
| 8  | Maurice De Muer      | Peugeot          | + 3 min 01 s    |
| 9  | Maurice Quentin      | -                | + 3 min 01 s    |
| 10 | Lucien Maelfait      | -                | + 3 min 01 s    |